# Mariensäule Reisch (Landsberg am Lech)

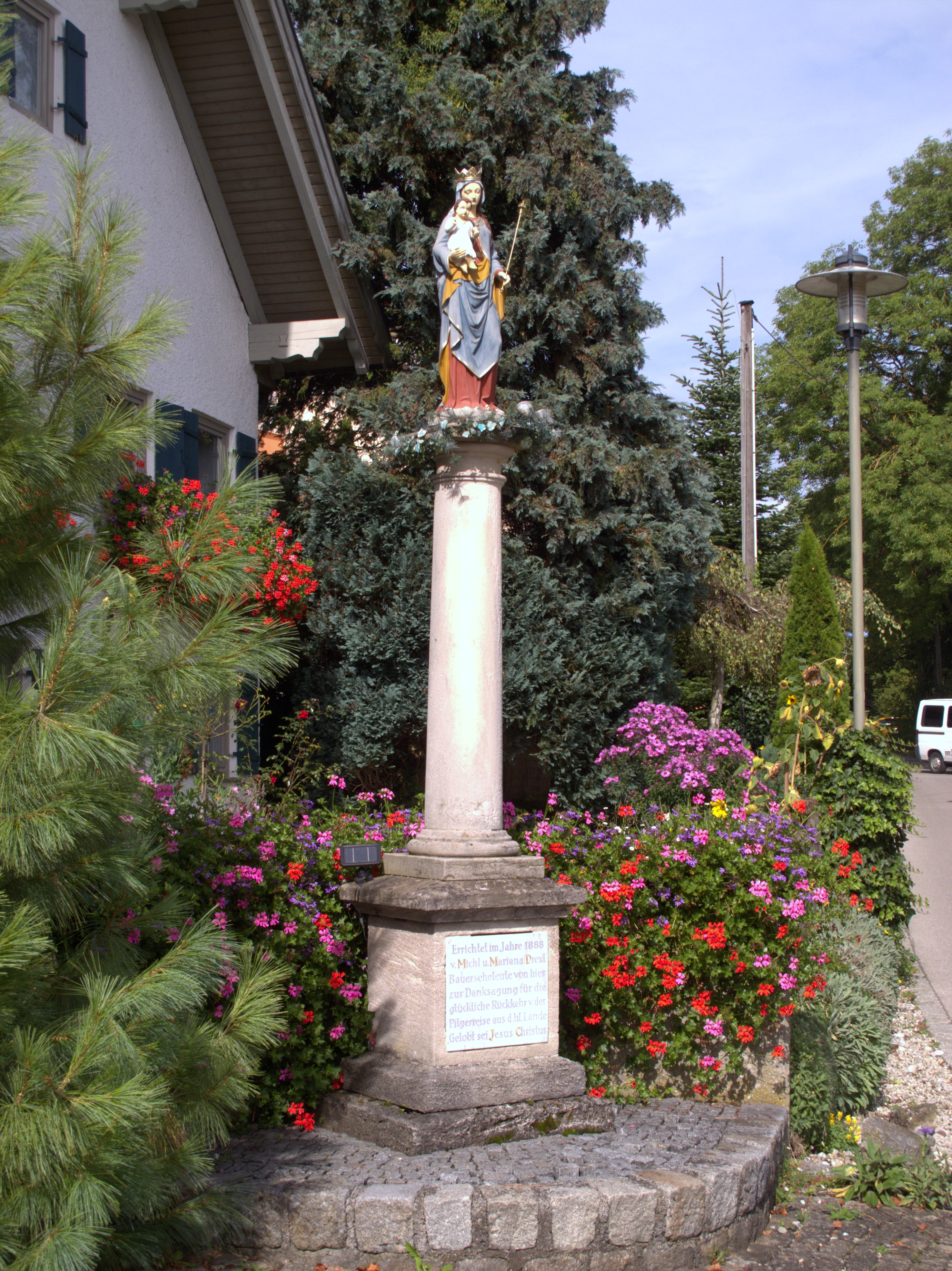
Mariensäule in Reisch

Die Mariensäule in Reisch, einem Stadtteil von Landsberg am Lech in Oberbayern, wurde 1888 errichtet. Die Mariensäule an der Kapellenstraße 5, vor dem Hof des Stifterehepaares, ist ein geschütztes Baudenkmal.
Das Bauwerk besteht aus einer schlanken Sandsteinsäule mit polychrom gefasster, 90 Zentimeter hoher Madonna aus Metallguss und Stiftertafel auf dem Sockel.